# Dagmar Andreasen (politiker)
 For alternative betydninger, se Dagmar Andreasen. (Se også artikler, som begynder med Dagmar Andreasen)
Dagmar Andreasen (født 6. november 1920 i Rynkeby, død 14. maj 2006 i Rynkeby) var Folketingsmedlem for Radikale Venstre fra 1968-75 og ejer af Rynkeby Mosteri (nu Rynkeby Foods) på Fyn, som hun overtog fra sin mor. Rynkeby Mosteri blev senere solgt til Carlsberg.
Dagmar Andreasen modtog Kosan Prisen for frimodig brug af ytringsfriheden i 1983.